# Ростислав Кедр
Ростислав Кедр (справжнє ім'я і прізвище: Манастирський Іван-Володимир; нар. 1905 — пом. 9 листопада 2002, Торонто) — український поет, син інженера Вітовта Манастирського. Член Об'єднання українських письменників «Слово».

## Біографія
Народився 1905 року у Львові. Закінчив Академічну гімназію у Львові (1924) та Львівський університет. Брав активну участь у пластовому русі, брав участь у походах Карпатами, а спогади про ці походи проніс через усе життя.
В роки Другої світової війни був вояком дивізії «Галичина». Наприкінці війни Р. Кедр переїжджає на захід, опиняється у Дрездені, звідки перебирається до Канади.
Помер Р. Кедр у 2002 році в Торонто.

## Творча діяльність
Перші збірки поета вийшли друком у Львові: «Сонети» (1931 р.) та «Пінистий келих» (1939 р.). Далі були «Скобине гніздо» (1957); поеми «Лісові чорти» (1951, 1956, 1957, 1972).
Підсумкова збірка вийшла у 1983 р. у видавництві «Євшан-зілля» у Торонто. У ній поет зібрав поезії, написані протягом усього творчого життя, що дає змогу простежити еволюцію творчості поета.
У 1990 році світ побачила драматична поема «Гомункулюс».
Р. Кедр — тонкий поет-лірик, майстер сонетної форми, співець природи Карпат. Його творчість близька до неокласичного напряму з елементами імажинізму.
Окремі публікації:
- Кедр Р. Вірші // Хрестоматія з української літератури в Канаді. 1897–2000. — Едмонтон, 2000. — С.

135–139.
- Кедр Р. Лісові чорти. Поема. — Торонто, 1972. — Ч. 1. — 79 с.
- Кедр Ростислав. Поезії. — Торонто: Євшан, 1983.
- Кедр Р. Гомункулюс. Драматична поема. — Торонто: Слово, 1990. — 275 с.

## Нагороди, відзнаки
Відзначений літературною премією ім. І. Франка (Чикаго, 1983).